# Georges Wohlfart
Pour l’article ayant un titre homophone, voir Wohlfahrt.
Le docteur Georges Wohlfart, né le 13 juillet 1950 à Helmdange (Luxembourg) et mort le 11 février 2013, est un médecin généraliste et homme politique luxembourgeois, membre du Parti ouvrier socialiste luxembourgeois (LSAP).

## Biographie

### Formation
Son père est Jos Wohlfart (de), bourgmestre de Lorentzweiler, député luxembourgeois, ministre de l'Intérieur, et député européen.
Après avoir étudié à l'université de Liège, à partir de 1980, il s'installe à Hosingen pour pratiquer la médecine générale.

### Parcours politique
En juillet 1984, il fait son entrée au sein de la Chambre des députés pour la circonscription Nord où il représente le Parti ouvrier socialiste luxembourgeois. Réélu aux élections législatives de 1989, il est nommé secrétaire d'État aux Affaires étrangères, au Commerce extérieur et à la Coopération ainsi que secrétaire d'État à la Force publique dans le deuxième gouvernement dirigé par Jacques Santer.
Lors des législatives de 1994, Georges Wohlfart est reconduit dans le troisième gouvernement de Jacques Santer et ensuite dans le premier gouvernement de Jean-Claude Juncker en tant que secrétaire d'État aux Affaires étrangères, au Commerce extérieur et à la Coopération. À partir de janvier 1995, il est désigné à la tête comme secrétaire d'État aux Travaux publics. À la suite de la démission de Johny Lahure (lb) en février 1998, il est nommé ministre de la Santé, ministre de l'Éducation physique et des Sports.
En août 1999, il est élu à la Chambre des députés pour la circonscription Nord sur la liste socialiste. Il n'est pas réélu aux législatives de 2004. 
De 1996 à 1998, Georges Wohlfart est le président de la Fédération du sport cycliste luxembourgeois (lb) et pendant près de dix ans comme docteur de la course du Tour de Luxembourg.

### Mort
Il meurt à l'âge de 62 ans,.

## Décorations
- Grand officier de l'ordre de Mérite du grand-duché de Luxembourg[4] (1998, Luxembourg)
- Grand officier de l'ordre d'Adolphe de Nassau[5] (1999, Luxembourg)